# Alpaida haligera
Alpaida haligera là một loài nhện trong họ Araneidae.
Loài này thuộc chi Alpaida. Alpaida haligera được miêu tả năm 1971 bởi Archer.